# 鮴崎港
鮴崎港（めばるさきこう）は、広島県大崎上島町の大崎上島の鮴崎（めばるさき）、垂水（たるみ）、白水（しろみず）地区と契島、生野島を含む港湾。港湾管理者は広島県。地方港湾。

## 概要
めばる港（大崎上島）
「めばる港」地図
垂水港（大崎上島）
「垂水港」地図
白水港（大崎上島）
「白水港」地図
契島桟橋（契島）
「契島桟橋」地図
福浦桟橋（生野島）
「福浦桟橋」地図

## 航路
- しまなみ海運
高速船
  - 竹原港 - めばる - 一貫目 - 天満 - 沖浦 - 明石 - 大長（大崎下島）

※ 御手洗地区 寄港便もある。「めばる」から「明石」までが「大崎上島」

2009年3月末まで山陽商船が運航していた航路を2009年4月から引き継いだ
- 山陽商船・大崎汽船（大崎フェリー同盟）
フェリー
  - 垂水港 - 竹原港
  - 白水港 - 竹原港
- 契島運輸
フェリー・客船
  - 契島 - 竹原内港

フェリー
  - 契島 - 竹原港

客船
  - 契島 - 白水港
- 大崎上島町営フェリー「さざなみ」
  - 白水港 - 生野島（福浦）- 契島